# Marie Antonie Neapolsko-Sicilská
Marie Antonie Neapolsko-Sicilská (14. prosince 1784, Caserta – 21. května 1806, Aranjuez) byla dcera sicilského a neapolského krále Ferdinanda III./IV., který v roce 1816 obě království po více než pěti stoletích opět spojil, a manželka pozdějšího španělského krále Ferdinanda VII.

## Původ
Narodila se z prvního manželství neapolsko-sicilského krále Ferdinanda III./IV. (1751–1825) s arcivévodkyní Marií Karolínou (1752–1814). Vyrůstala v početné rodině a byla již dvanáctým dítětem tohoto královského páru. Mezi její nejvýznamnější sourozence patří císařovna Marie Tereza (1772–1807), král obojí Sicílie František I. (1777–1830), sardinská královna Marie Kristýna (1779–1849), francouzská královna Marie Amálie (1782–1866), toskánská velkovévodkyně Luisa Marie (1773–1802) či salernský vévoda Leopold (1790–1851).
Otec náležel jako syn španělského krále Karla III. k domu Bourbon-Anjou a jeho matkou byla dcera saského kurfiřta z rodu Wettinů Marie Amálie. Narodil se jako devátý potomek a třetí syn z tohoto manželství. Na neapolský a sicilský trůn usedl v roce 1759, kdy se jeho otec stal španělským králem. Byl zakladatelem vedlejší bourbonské linie Bourbon-Obojí Sicílie. S arcivévodkyní Marií Karolínou jej oženili o devět let později.

Marie Karolína se narodila z manželství císaře Františka I. Štěpána s královnou Marií Terezií, pročež byla žádanou partijí. Jejími sourozenci byli mj. císařové Josef II. a Leopold II., který se v roce 1765 sňatkem s Marií Ludovikou stal švagrem jejího budoucího manžela Ferdinanda, či francouzská královna Marie Antoinetta.

## Život
Dne 10. října 1802 se v Barceloně provdala za asturijského knížete a španělského následníka trůnu Ferdinanda Bourbonského. Zároveň proběhla svatba jejího staršího bratra Františka s Ferdinandovou sestrou infantkou Marií Isabelou. Vedena svou matkou z Neapole podporovala Antonie svého manžela proti ministrovi Manuelu Godoyovi a královně Marii Luise. Rovněž se snažila pro manžela získat podporu španělských kortes.
V letech 1804 a 1805 očekávali mladí manželé narození prvního potomka, obě těhotenství skončila bohužel potratem.

Marie Antonie zemřela po necelých čtyřech letech manželství na tuberkulózu a pro její špatné vztahy s královnou a jejím ministrem se začaly šířit pověsti, že jimi byla otrávena, čemuž věřila i její matka Marie Karolína.
Ferdinand usedl na španělský trůn po abdikaci svého otce Karla IV. v roce 1808, tedy dva roky po smrti Marie Antonie. Oženil se ještě třikrát, druhé manželství s Marií Portugalskou ale uzavřel až v roce 1816.

## Vývod z předků
|                                  |                                             |  |                    |                                          |  |  |  |  |  |  |  | Ludvík Francouzský |
|                                  |                                             |  |                    |                                          |  |  |  |  |  |  |  |                    |
|                                  | Filip V. Španělský                          |  |                    |                                          |  |  |  |  |  |  |  |                    |
|                                  |                                             |  |                    |                                          |  |  |  |  |  |  |  |                    |
|                                  |                                             |  |                    | Marie Anna Bavorská                      |  |  |  |  |  |  |  |                    |
|                                  |                                             |  |                    |                                          |  |  |  |  |  |  |  |                    |
|                                  | Karel III. Španělský                        |  |                    |                                          |  |  |  |  |  |  |  |                    |
|                                  |                                             |  |                    |                                          |  |  |  |  |  |  |  |                    |
|                                  |                                             |  |                    | Eduard Parmský                           |  |  |  |  |  |  |  |                    |
|                                  |                                             |  |                    |                                          |  |  |  |  |  |  |  |                    |
|                                  | Alžběta Parmská                             |  |                    |                                          |  |  |  |  |  |  |  |                    |
|                                  |                                             |  |                    |                                          |  |  |  |  |  |  |  |                    |
|                                  |                                             |  |                    | Dorotea Žofie Falcko-Neuburská           |  |  |  |  |  |  |  |                    |
|                                  |                                             |  |                    |                                          |  |  |  |  |  |  |  |                    |
|                                  | Ferdinand I. Neapolsko-Sicilský             |  |                    |                                          |  |  |  |  |  |  |  |                    |
|                                  |                                             |  |                    |                                          |  |  |  |  |  |  |  |                    |
|                                  |                                             |  |                    | August II. Silný                         |  |  |  |  |  |  |  |                    |
|                                  |                                             |  |                    |                                          |  |  |  |  |  |  |  |                    |
|                                  | August III. Polský                          |  |                    |                                          |  |  |  |  |  |  |  |                    |
|                                  |                                             |  |                    |                                          |  |  |  |  |  |  |  |                    |
|                                  |                                             |  |                    | Kristýna Eberhardýna Hohenzollernská     |  |  |  |  |  |  |  |                    |
|                                  |                                             |  |                    |                                          |  |  |  |  |  |  |  |                    |
|                                  | Marie Amálie Saská                          |  |                    |                                          |  |  |  |  |  |  |  |                    |
|                                  |                                             |  |                    |                                          |  |  |  |  |  |  |  |                    |
|                                  |                                             |  |                    | Josef I. Habsburský                      |  |  |  |  |  |  |  |                    |
|                                  |                                             |  |                    |                                          |  |  |  |  |  |  |  |                    |
|                                  | Marie Josefa Habsburská                     |  |                    |                                          |  |  |  |  |  |  |  |                    |
|                                  |                                             |  |                    |                                          |  |  |  |  |  |  |  |                    |
|                                  |                                             |  |                    | Amálie Vilemína Brunšvicko-Lüneburská    |  |  |  |  |  |  |  |                    |
|                                  |                                             |  |                    |                                          |  |  |  |  |  |  |  |                    |
| Marie Antonie Neapolsko-Sicilská |                                             |  |                    |                                          |  |  |  |  |  |  |  |                    |
|                                  |                                             |  |                    |                                          |  |  |  |  |  |  |  |                    |
|                                  |                                             |  | Karel V. Lotrinský |                                          |  |  |  |  |  |  |  |                    |
|                                  |                                             |  |                    |                                          |  |  |  |  |  |  |  |                    |
|                                  | Leopold Josef Lotrinský                     |  |                    |                                          |  |  |  |  |  |  |  |                    |
|                                  |                                             |  |                    |                                          |  |  |  |  |  |  |  |                    |
|                                  |                                             |  |                    | Eleonora Marie Josefa Habsburská         |  |  |  |  |  |  |  |                    |
|                                  |                                             |  |                    |                                          |  |  |  |  |  |  |  |                    |
|                                  | František I. Štěpán Lotrinský               |  |                    |                                          |  |  |  |  |  |  |  |                    |
|                                  |                                             |  |                    |                                          |  |  |  |  |  |  |  |                    |
|                                  |                                             |  |                    | Filip I. Orléanský                       |  |  |  |  |  |  |  |                    |
|                                  |                                             |  |                    |                                          |  |  |  |  |  |  |  |                    |
|                                  | Alžběta Charlotta Orléanská                 |  |                    |                                          |  |  |  |  |  |  |  |                    |
|                                  |                                             |  |                    |                                          |  |  |  |  |  |  |  |                    |
|                                  |                                             |  |                    | Alžběta Šarlota Falcká                   |  |  |  |  |  |  |  |                    |
|                                  |                                             |  |                    |                                          |  |  |  |  |  |  |  |                    |
|                                  | Marie Karolína Habsbursko-Lotrinská         |  |                    |                                          |  |  |  |  |  |  |  |                    |
|                                  |                                             |  |                    |                                          |  |  |  |  |  |  |  |                    |
|                                  |                                             |  |                    | Leopold I.                               |  |  |  |  |  |  |  |                    |
|                                  |                                             |  |                    |                                          |  |  |  |  |  |  |  |                    |
|                                  | Karel VI.                                   |  |                    |                                          |  |  |  |  |  |  |  |                    |
|                                  |                                             |  |                    |                                          |  |  |  |  |  |  |  |                    |
|                                  |                                             |  |                    | Eleonora Magdalena Falcko-Neuburská      |  |  |  |  |  |  |  |                    |
|                                  |                                             |  |                    |                                          |  |  |  |  |  |  |  |                    |
|                                  | Marie Terezie                               |  |                    |                                          |  |  |  |  |  |  |  |                    |
|                                  |                                             |  |                    |                                          |  |  |  |  |  |  |  |                    |
|                                  |                                             |  |                    | Ludvík Rudolf Brunšvicko-Wolfenbüttelský |  |  |  |  |  |  |  |                    |
|                                  |                                             |  |                    |                                          |  |  |  |  |  |  |  |                    |
|                                  | Alžběta Kristýna Brunšvicko-Wolfenbüttelská |  |                    |                                          |  |  |  |  |  |  |  |                    |
|                                  |                                             |  |                    |                                          |  |  |  |  |  |  |  |                    |
|                                  |                                             |  |                    | Kristýna Luisa Öttingenská               |  |  |  |  |  |  |  |                    |
|                                  |                                             |  |                    |                                          |  |  |  |  |  |  |  |                    |

## Tituly, oslovení a vyznamenání

### Tituly a oslovení
- 14. prosince 1784 – 6. říjen 1802: Její Královská Výsost princezna Marie Antonie Neapolsko-Sicilská
- 6. října 1802 – 21. května 1806: Její Královská Výsost princezna asturijská, infantka španělská atd.

### Vyznamenání

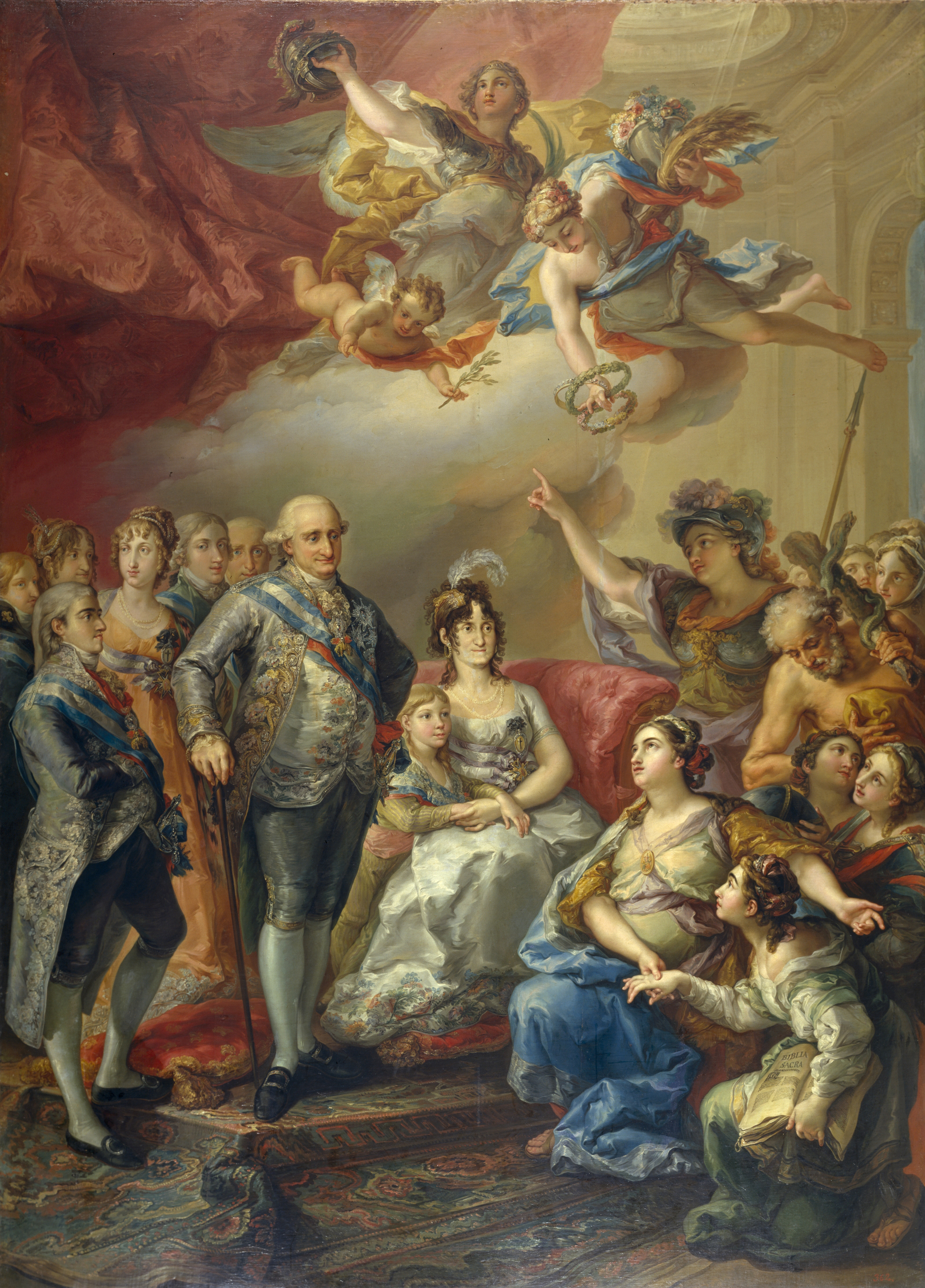
Marie Antonie (dáma v oranžových šatech stojící mezi manželem a králem Karlem IV.) se španělskou královskou rodinou
Universidad de Valencia, 1802

- 6. října 1802 – 21. května 1806: 108. dáma Královského řádu šlechtičen královny Marie Luisy